# Спакка, Джан Марио
Джан Марио Спакка (итал. Gian Mario Spacca; род. 16 февраля 1953, Фабриано) — итальянский политик, губернатор области Марке (2005—2015).

## Биография
В 1976 году окончил политологический факультет Римского университета «Ла Сапиенца», защитив под руководством Альдо Моро дипломную работу по уголовному праву и процессу. Окончив курсы повышения квалификации, в 1979 году возглавил учебное подразделение компании Merloni Finanziaria, а в 1982 году вошёл в совет директоров фонда Аристиде Мерлони и, оставаясь в этой должности до 1990 года, курировал финансирование фондом культурных и исследовательских проектов. В тот же период занимал и другие должности, в том числе ответственного редактора журнала Economia Marche, выходившего в издательском доме il Mulino. В 1990 году избран в депутатом регионального совета области Марке, где возглавил комиссию по урбанистике и окружающей среде; кроме того, был назначен асессором региональной администрации, получив в своё ведение ремёсла, промышленность, трудовые отношения и профессиональное обучение (в 1995 и 2000 годах переизбирался в региональный совет, состоял асессором в администрации, а с 2000 года являлся вице-губернатором). С 1993 по 2000 год состоял вице-президентом Молодёжного фонда «Церковь и Надежда» (Fondazione Gioventù Chiesa e Speranza).
4 апреля 2005 года стал победителем региональных выборов во главе коалиции «Союз за Марке», получившей 57,75 % голосов, и занял должность губернатора Марке. Был избран в Комитет регионов Евросоюза и 23 апреля 2009 года назначен в состав Региональной и локальной евро-средиземноморской ассамблеи (Assemblea regionale e locale euro-mediterranea, ARLEM) Союза для Средиземноморья.
29 апреля 2010 года переизбран с результатом 53,17 % при поддержке Демократической партии, Федерации зелёных, Италии ценностей, Союза Центра и других левых сил. Продолжая работу в Комитете регионов, в 2013 году возглавил в нём Адриатико-Ионическую группу.
Весной 2015 года победителем праймериз Демократической партии в преддверии региональных выборов стал Лука Черишоли, после чего Спакка основал новое политическое объединение «Марке 2020».
31 мая 2015 года пошёл на региональные выборы во главе коалиции противников ДП в составе партии «Вперёд, Италия», популяристского списка MARCHE 2020-AREA POPOLARE и христианско-демократического блока. За эту коалицию проголосовали 14,2 % избирателей, а за сохранение Спакка в должности главы региональной администрации высказались 14,21 % избирателей, оставив его на четвёртом месте. Победителями с результатом свыше 40 % стали левоцентристы во главе с Черишоли. 12 июня 2015 года тот официально вступил в должность губернатора Марке.